# Нова Весь (Дзялдовський повіт)
Нова Весь (пол. Nowa Wieś) — село в Польщі, у гміні Рибно Дзялдовського повіту Вармінсько-Мазурського воєводства.
Населення — 235 осіб (2011).
У 1975-1998 роках село належало до Цехановського воєводства.

## Демографія
Демографічна структура станом на 31 березня 2011 року:
|          | Загалом | Допрацездатний вік | Працездатний вік | Постпрацездатний вік |
| -------- | ------- | ------------------ | ---------------- | -------------------- |
| Чоловіки | 116     | 20                 | 83               | 13                   |
| Жінки    | 119     | 29                 | 61               | 29                   |
| Разом    | 235     | 49                 | 144              | 42                   |